# Ионов, Александр Иванович
Александр Иванович Ионов — советский футболист, нападающий.
Воспитанник «Крыльев Советов», но в 1954 и 1955 годах в основной состав не проходил и перешёл по приглашению главного тренера Ивана Золотухина в челябинскую команду «Авангард», обанкротившуюся в 1957 году.
В 1957 выступал в высшей лиге за «Крыльев Советов». 20 октября 1957 года забил свой единственный мяч в высшей лиге в ворота минского «Спартака» (4:0).
В 1958 году перешёл в «Трактор» (Сталинград), за который выступал 3 сезона.
В 1961 году выступал за клубные «Крылья Советов» в чемпионате Куйбышевской области.
В 1962 году перешёл в созданную смоленскую команду «Спартак», в которой выступал до расформирования.